# Bengt Wennehorst-Norrman
Bengt Olof Wennehorst-Norrman, född 5 oktober 1948, är en svensk TV-regissör och bildproducent. 

## Regi
- 1999 - Carmen
- 1997 - Kung Lear
- 1996 - Gertrude Stein
- 1989 - En herrgårdssägen

## Producent
- 2003 - Chess
- 1999 - Ingen som jag
- 1988 - Oväder
- 1986 - Som ni vill ha det